# Alejandro Villaseñor Becerra
Alejandro Villaseñor Becerra nació en los Estados Unidos Mexicanos a finales del sexenio de Adolfo Ruiz Cortines el 24 de septiembre de 1956. Es biólogo por la Facultad de Estudio Superiores Zaragoza UNAM y fundador  del Jardín Botánico Medicinal “De la Cruz-Badiano”. En 2016 tuvo el honor de ser acompañado por la doctora Rosa Luz Alegría la primera mexicana que ocupa una secretaria de estado en la historia política  de los Estados Unidos Mexicanos_ para inaugurar la obra de ampliación del jardín botánico.  En diciembre de 1992 fue invitado por la Universidad de Texas A&I,  para defender su propuesta de establecimiento del un Jardín Etnofarmacognóstico. En el año 2011 presentó su propuesta de Teoría Unifica sobre la Conciencia en el Instituto de Investigaciones Filosóficas de la UNAM.

## Datos biográficos
Nació en 1956 en una familia católica. Ingreso a la Escuela Nacional de Estudios Profesionales Zaragoza de la Universidad Nacional Autónoma de México donde obtuvo el título de Biólogo en 1984. Durante las visitas guiadas que dirigió en el Jardín Botánico se interesó por la importancia del aprendizaje significativo y su relación con la conciencia. En el año de 2004 fue entrevistado por TV UNAM exponiendo la importancia de las emociones en el aprendizaje. En el año de 2008 logra la aprobación por unanimidad de un protocolo de investigación interdisciplinario intitulado "Teoría General de la Conciencia Humana" en el comité de investigación local 1401 del Hospital General Regional 196. (Este comité a su vez está registrado ante la Comisión Federal para la Regulación Sanitaria de la Secretaría de Salud)el cual quedó registrado ante el Instituto Mexicano del Seguro Social con la clave R-2008-1401-6. Actualmente es miembro titular de la Sociedad Mexicana de Psiquiatría Biológica. 

## Antecedentes
Promovió el establecimiento de un huerto medicinal para los pepenadores del basurero de Santa Catarina    y un jardín didáctico de plantas medicinales en el municipio de Ciudad Nezahualcóyotl. En el año de 1993 instrumentó un Sistema de Información Financiera  para el manejo de los recursos del jardín botánico de la ENEP Zaragoza, el cual resultó ser innovador para su tiempo. En 1994 es nombrado Presidente de la Comisión de Ordenamiento Ambiental de Cd. Nezahualcóyotl donde propuso un Plan Estratégico para el ordenamiento ecológico de la ciudad. En el año 2008, se entera de que en los Estados Unidos Mexicanos el estudio de la conciencia se había realizado con el esfuerzo y dedicación de grandes maestros, sin embargo ninguno de ellos lo había hecho mediante un protocolo de investigación avalado por alguna institución pública. Así, el Biól. Alejandro Villaseñor Becerra, la Dra. Paula González Martínez (Coordinadora Clínica de Educación e Investigación en Salud HGR 196 IMSS), el Dr. Rafael Castro Román (Director Hospital Psiquiátrico “Dr. Samuel Ramírez” SSA) y colaboradores logran con su protocolo de investigación sobre la conciencia el primer registro formal para su estudio dentro de una institución pública (el Instituto Mexicano del Seguro Social, Hospital General Regional 196). En el año 2012 da a conocer cuatro premisas fundamentales para el estudio biológico de la conciencia: 1) La conciencia es un fenómeno emergente y en consecuencia no tiene existencia intrínseca, 2) El lenguaje es lo único que nos distingue de las demás especies, 3) La vida mental es gobernada por leyes naturales, y 4) La subjetividad no es una característica definitoria de la conciencia sino la intencionalidad.